# Taurolema hirsuticornis
Taurolema hirsuticornis là một loài bọ cánh cứng trong họ Cerambycidae.